# Honderdveertig Morgen
Polder de Honderdveertig Morgen is een polder in de gemeente Lansingerland, in de Nederlandse provincie Zuid-Holland. De polder ligt ten westen van het dorp Moerkapelle en de polder de Honderd Morgen.
De polder valt onder Hoogheemraadschap van Schieland en de Krimpenerwaard.